# بازیگر (فیلم ۱۹۹۳)
بازیگر (baazigar) یک فیلم هندی در ژانر جنایی محصول سال ۱۹۹۳ به کارگردانی عباس-موستان است. این فیلم نخستین فیلم شیلپا شتی و همچنین نخستین باری است که شاهرخ خان جایزه فیلم‌فیر برای بهترین بازیگر مرد را دریافت می‌کند. بازیگر، بازسازی فیلمی هالیوودی به نام بوسه پیش از مرگ محصول سال ۱۹۹۱ است.

## خلاصه داستان
مرد جوانی به نام آجی شرما (شاهرخ خان) در آن واحد با دو خواهر به نام‌های سیما (شیلپا شتی) و پریا (کاجول) رابطه دارد و خود را به نام آجی شرما (اسم واقعی‌اش) به سیما و ویکی ملهوترا (هویت قلابی) به پریا معرفی می‌کند و هر دو طرف را در بی‌خبری نگه می‌دارد. سیما به آجی علاقه‌مند شده و رابطه‌اش با او را مخفی نگه می‌دارد اما پس از اینکه پدرش تصمیم به ازدواج او می‌گیرد، تصمیم دارد با آجی فرار کند. آجی به او پیشنهاد می‌دهد که یک نامهٔ خودکشی بنویسد و سپس به دفتر ثبت بیاید تا مخفیانه ازدواج کنند. آجی، سیما را به بالای ساختمان برده واو را هل می‌دهد و سیما کشته می‌شود و همه فرض را بر این می‌گذارند که او خودکشی کرده‌است. آجی که واقعاً عاشق پریا شده، نمی‌تواند به او آسیب برساند. اما پریا که می‌دانست سیما خودکشی نکرده، تصمیم می‌گیرد به کمک دوستانش و یک بازرس پلیس به نام کاران سکسنا راز قتل خواهرش را بفهمد. راوی که یکی از دوستان سیما است، به پریا در مورد معشوق سیما می‌گوید و بعداً عکسی از آجی و سیما با هم پیدا می‌کند اما آجی او را هم می‌کشد و پریا و کاران فکر می‌کنند که او عاشق و قاتل سیما بوده‌است.
بعداً، آجی و پریا یکی از دوستان سیما به نام آنجلی را می‌بینند که او آجی را می‌شناسد اما آجی او را هم می‌کشد و جسدش را در رودخانه می‌اندازد. پریا و کاران می‌فهمند که قاتل هنوز زنده است. پدر پریا، شرکتش را به دست آجی می‌سپارد و به سفر می‌رود. پریا هم به وسیلهٔ یکی ازدوستان آجی، به هویت واقعی او مشکوک می‌شود. وقتی پدر پریا از سفر برمی‌گردد، با تعجب می‌بیند که آجی شرکت را بالا کشیده و با نام شرما آنجارا اداره می‌کند آجی با تحقیر چوپرا را بیرون می‌کند.
پریا عکسی از آجی دریکی از وسایل خواهرش پیدا می‌کند و متوجه هویت آجی می‌شود. پس آجی برای او تعریف می‌کند که چرا اینکار هارا کرده‌است. سال‌ها پیش پدر آجی صاحب شرکتی بوده که آجی از دست چوپرا بیرون کشید و چوپرا از آنجا اختلاس کرده و پدر آجی او را به زندان می‌اندازد. پس از پایان زندان، چوپرا پیش پدر آجی آمده و باالتماس درخواست بخشش می‌کند و پدر آجی به او اجازه می‌دهد به شرکت برگردد و پس از مدتی به او اعتماد می‌کند و هنگام رفتن به یک سفر شرکت را به چوپرا می‌سپارد اما او داروندار خانوادهٔ آجی را بالا می‌کشد و آن‌ها را از خانه‌شان بیرون می‌اندازند. خواهر کوچک آجی از تب می‌میرد و پدرش هنگام تلاش برای خرید دارو می‌میرد. مادر آجی در اثر این شوک‌ها طاقت نیاورده و عقلش را از دست می‌دهد و حتی پسر خودش را هم نمی‌شناسد.
پس از پایان داستان، چوپرا و دارودسته‌اش به آجی حمله کرده و پس از درگیری طولانی، آجی با وجود اینکه می‌توانسته اما چوپرا را نمی‌کشد ولی چوپرا میله‌ای آهنی درشکم آجی فروکرده و شروع به خنده می‌کند. ناگهان آجی هم شروع به خنده می‌کند و درحالیکه میله در شکمش بوده آن را در بدن چوپرا فرومی‌کند. سپس خودش رادر آغوش مادرش که حالا دیگر او را می‌شناسد انداخته و با لبخندی بر لبش می‌میرد.

## بازیگران
- شاهرخ خان درنقش آجی شرما/ویکی ملهوترا
- کاجول در نقش پریا چوپرا
- شیلپا شتی درنقش سیما چوپرا
- دالیپ تاهیل درنقش مدن چوپرا
- راکی (بازیگر) درنقش مادر آجی (شبا شرما)
- سیدهارت رای درنقش کاران سکسنا
- جانی لور در نقش بابولال

## لیست آهنگ‌ها
| شماره# | آهنگ              | خواننده(ها)               | تصویر برداری روی             |
| ------ | ----------------- | ------------------------- | ---------------------------- |
| ۱      | یه کال کالی آنکهن | کومارسانو، آلکا یاگنیک    | شاهرخ خان، کاجول             |
| ۲      | کیتابه باهوت سی   | آشابوسله، وینود راتود     | شاهرخ خان، شیلپا شتی         |
| ۳      | چوپانا بی نهی آتا | وینود راتود، پانکاج اوداس | کاجول، سیدهارت               |
| ۴      | سمج کر چند جیس کو | آلکا یاگنیک، وینود راتود  | درموسیقی هست اما درفیلم نیست |
| ۵      | بازیگر او بازیگر  | کومارسانو، آلکا یاگنیک    | شاهرخ خان، کاجول             |
| ۶      | آ مره همسفر       | آلکا یاگنیک، وینود راتود  | شاهرخ خان، شیلپا شتی         |
| ۷      | تره چهره پی       | کومارسانو، سونالی باجپال  | درموسیقی هست اما درفیلم نیست |

## باکس آفیس
این فیلم یک موفقیت انتقادی و تجاری بود و با ۱۴ کرور فروش تبدیل به چهارمین فیلم پرفروش سال شد.

## جوایز
- برنده:
- جایزه فیلم‌فیر برای بهترین بازیگر مرد: شاهرخ خان
- بهترین خوانندهٔ مرد: کومار سانو برای «یه کالی کالی آنکهن»
- بهترین کارگردانی موسیقی: آنو مالیک
- بهترین فیلمنامه: رابین بهات، جاوید صدیقی، آکاش کورانا
- نامزد:
- بهترین فیلم
- بهترین بازیگر نقش مکمل زن: شیلپا شتی
- بهترین بازیگر زن تازه‌وارد: شیلپا شتی
- بهترین کمدین: جانی لور
- بهترین متن موسیقی: دیو کولی برای «یه کالی کالی آنکهن»
- بهترین خوانندهٔ مرد: کومار سانو برای «بازیگر او بازیگر»
- بهترین خوانندهٔ زن: آلکا یاگنیک برای «بازیگر او بازیگر»